# Patagonia (terrano)
Patagonia fue un antiguo microcontinente o terrano que afectó a muchas de las rocas más antiguas de la Patagonia entre Argentina y Chile. Tal como su nombre lo indica este terrano abarca el extremo sur de Suramérica excluyendo el área de la isla Madre de Dios y las islas Diego Ramírez. Este terrano colisiono con Suramérica durante el Carbonífero.